# Rod Mason
Rodney Walter Mason, detto Rod (Tulsa, 2 luglio 1966), è un ex cestista statunitense, professionista nella CBA e in Spagna.

## Carriera
Con gli Stati Uniti ha disputato i Campionati americani del 1993.

## Palmarès
- Continental Basketball Association: 1

Omaha Racers: 1992-93